# Strand (Londyn)
Strand – ulica w Londynie, znana również jako The Strand. Ulica biegnie od Trafalgar Square w kierunku wschodnim do londyńskiego City, gdzie przechodzi w Fleet Street. Ulica jest arterią łączącą City of Westminster z City of London.

## Historia
Nazwa ulicy pochodzi od staroangielskiego słowa Strand oznaczającego wybrzeże lub brzeg rzeki. Zanim umocniono nabrzeże i zbudowano bulwar wzdłuż Tamizy, rzeka graniczyła bezpośrednio z ulicą. Od średniowiecza ulica łączy centrum handlowe na wschodzie Londynu z centrum politycznym na zachodzie miasta.
Wzdłuż ulicy zostały wybudowane znane kamienice i budynki użyteczności publicznej:
- Adelphi Theatre,
- Australia House – ambasada Australii,
- Bush House – do 2012 roku siedziba BBC World Service,
- King’s College – wydział Uniwersytetu Londyńskiego,
- Royal Courts of Justice – budynek sądu najwyższego i apelacyjnego,
- Savoy Palace[a] – nieistniejący pałac, zburzony w czasie rebelii chłopskiej w 1381,
- Shell Mex House – budynek dawniej mieszczący biura zarządu Shell-Mex i BP,
- Simpson’s-in-the-Strand[1] – zabytkowa restauracja działająca od 1828,
- Savoy Hotel[b],
- Savoy Theatre[c],
- Somerset House z Courtauld Institute of Art i muzeum Courtauld Gallery,
- Strand Palace Hotel[2],
- Zimbabwe House – ambasada Zimbabwe.

Przy Strand znajdują dwa kościoły: 
- St Clement Danes, który pochodzi z IX wieku i został odbudowany w wieku XVII po wielkim pożarze Londynu,
- St Mary-le-Strand, którego budowę ukończono w 1717 roku.

Pod ulicą przy Trafalgar Square znajduje się stacja metra Charing Cross. Po dawnej nieczynnej stacji metra Strand pozostało tylko wejście w jednej z kamienic.

## Galeria

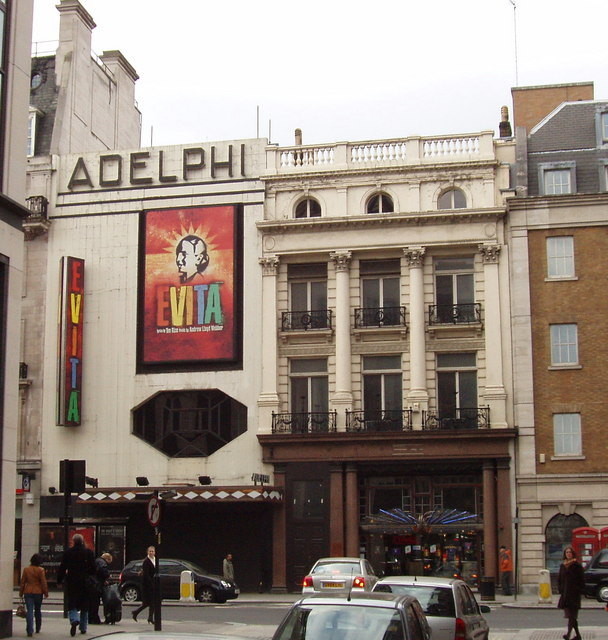
Adelphi Theatre
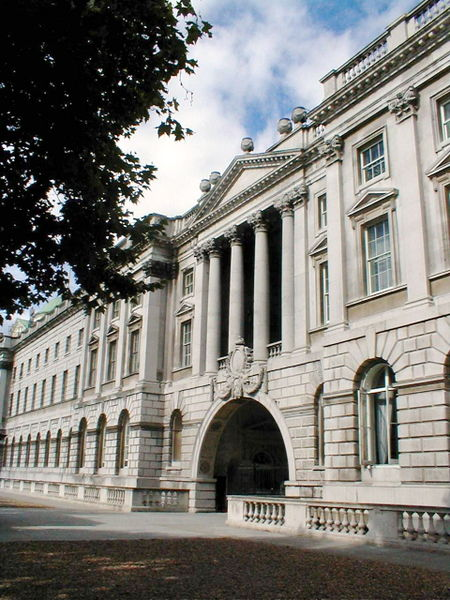
King's College
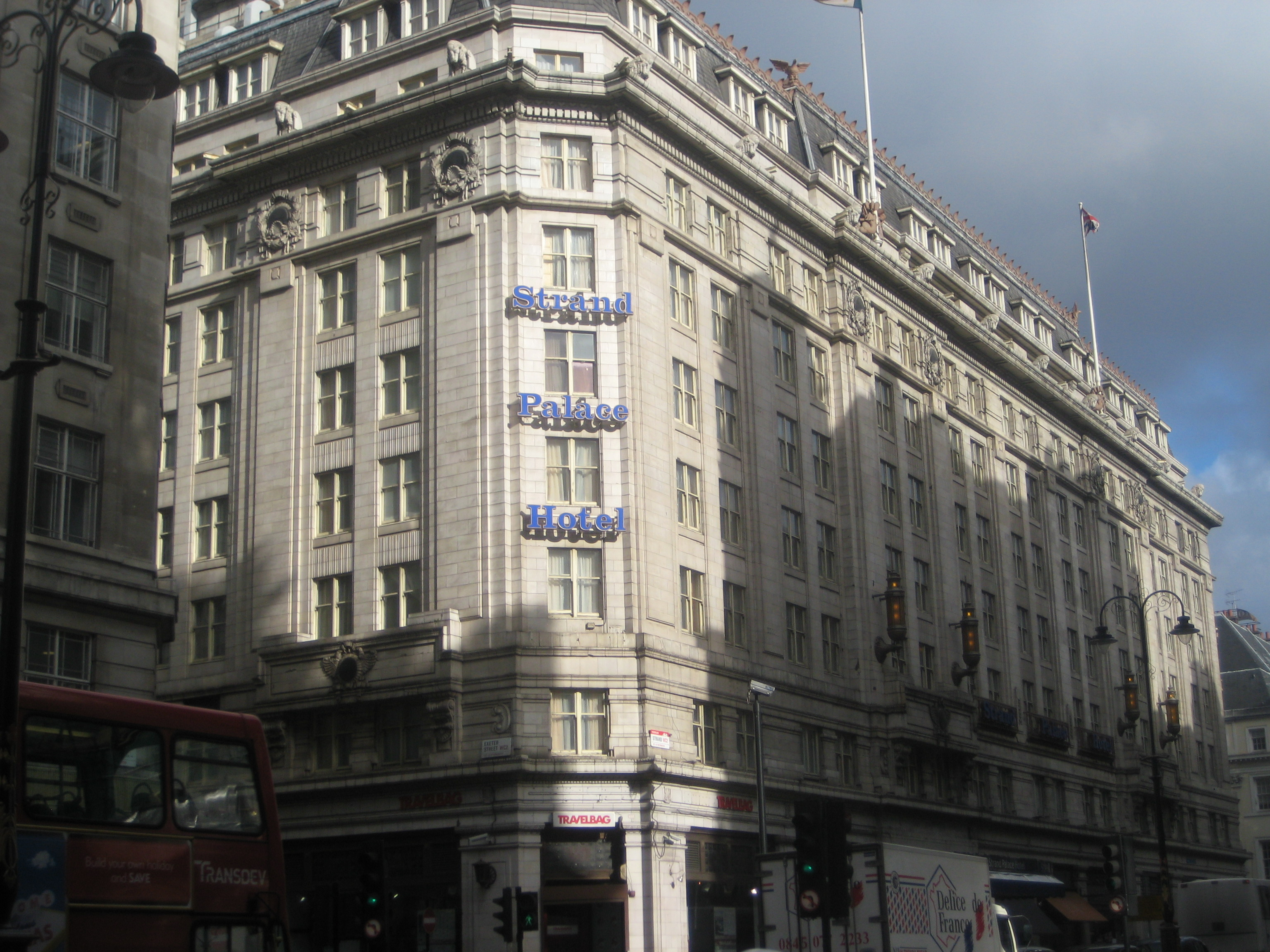
Strand Palace Hotel
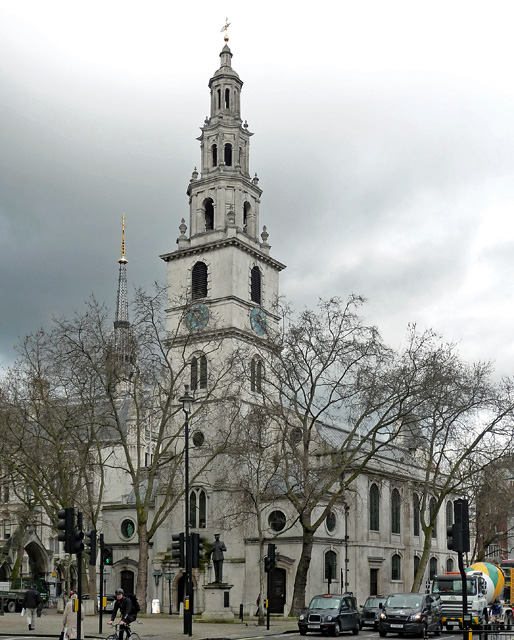
Kościół St Clement Danes
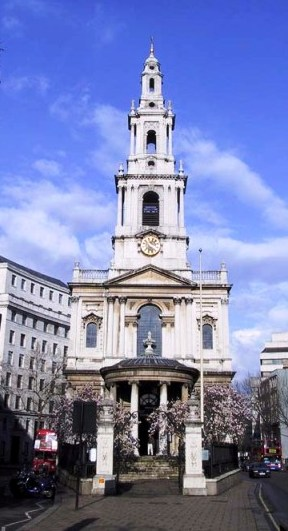
Kościół St Mary-le-Strand
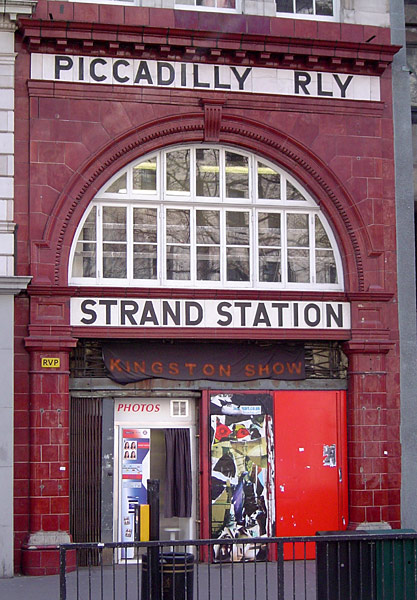
Wejście do nieistniejącej stacji metra Strand
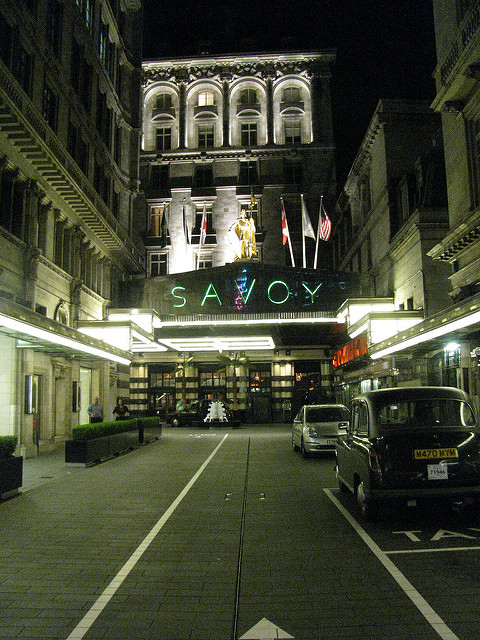
Savoy Hotel
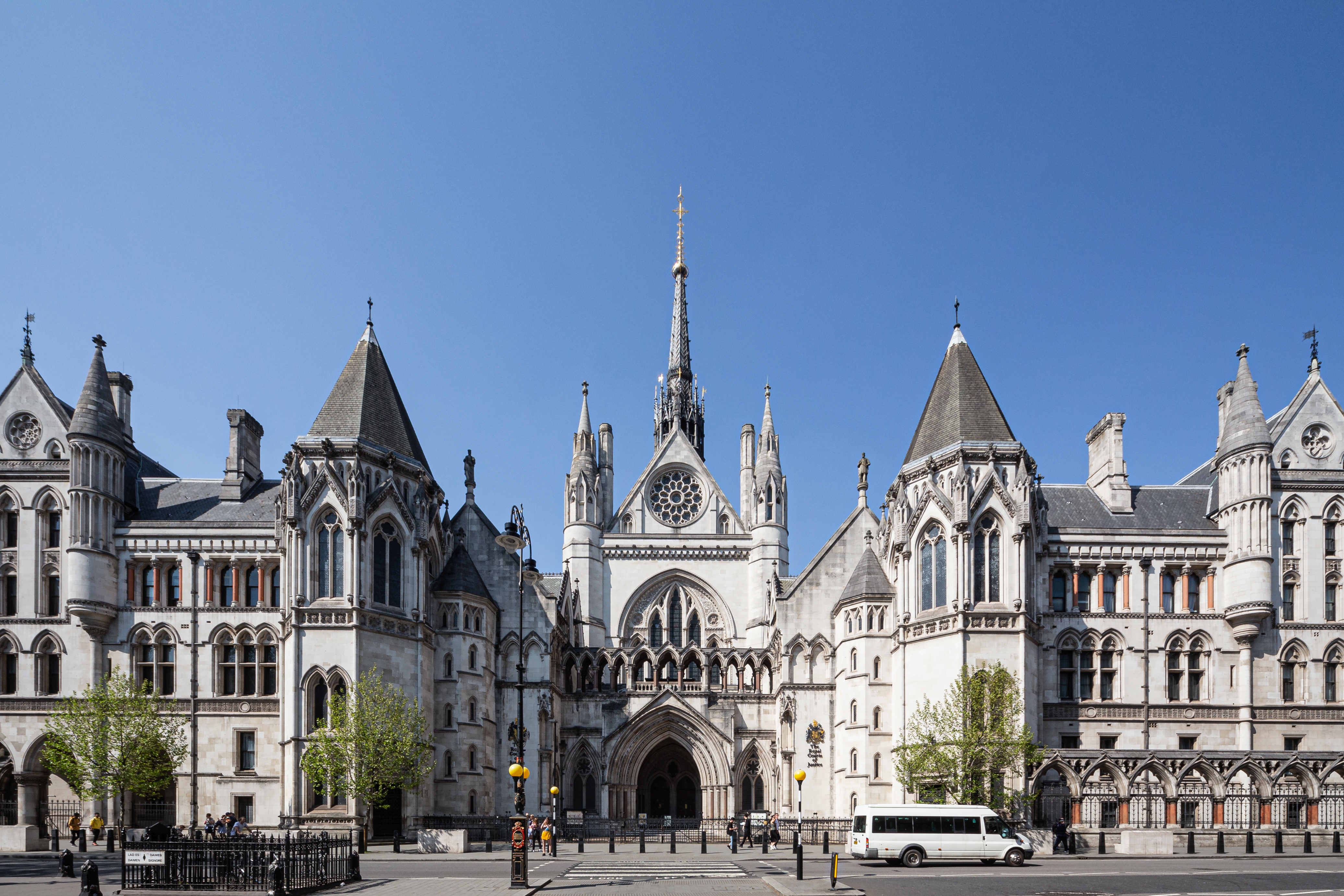
Royal Courts of Justice
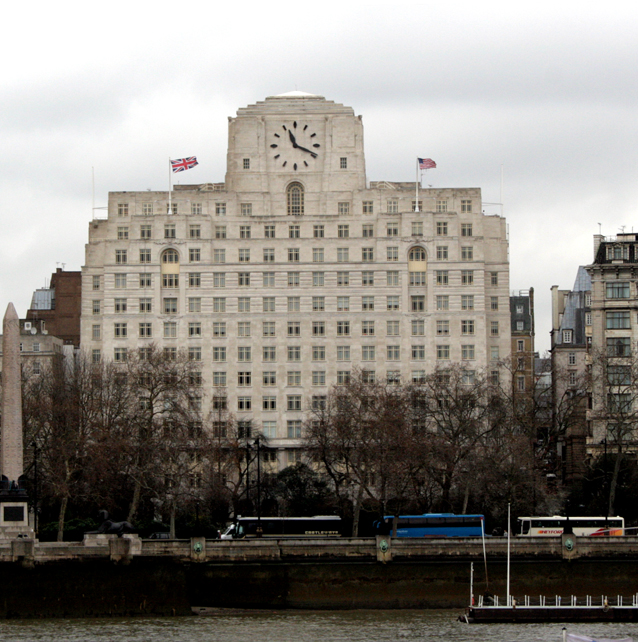
Shell Mex House